# Список умерших в 761 году

## Декабрь
- 18 декабря — Вунибальд, основатель и первый настоятель монастыря Хайденхайм в горном массиве Франконский Альб на севере Баварии.
- 23 декабря — Гаубальд Регенсбургский, блаженный, первый официальный епископ Регенсбургской епархии.

## Дата смерти неизвестна или требует уточнения
- Амр ибн Убайд, один из основоположников мутазилизма.
- Ашот III Багратуни, князь Армении (732—748).
- Бенедикт, епископ Брешиа (753—761).
- Доннгал мак Лайдкнен, король Уи Хеннселайг (Южного Лейнстера) (758—761).
- Кальв Неаполитанский, епископ Неаполя (748/749—761), католический святой.
- Саак III Багратуни, армянский нахарар, патрикий и полководец.
- Энгус I, король пиктов (729—761).